# Pneumatopteris dilatata
Pneumatopteris dilatata är en kärrbräkenväxtart som beskrevs av Holtt. Pneumatopteris dilatata ingår i släktet Pneumatopteris och familjen Thelypteridaceae. Inga underarter finns listade.